# Prémio ACS de Química Analítica
O Prémio ACS de Química Analítica (em inglês:  ACS Award in Analytical Chemistry) é um prémio de química analítica concedido pela American Chemical Society e patrocinado pelo Battelle Memorial Institute.
Este galardão destina-se a reconhecer e incentivar contribuições excepcionais para a ciência da química analítica, pura ou aplicada, realizada nos Estados Unidos ou no Canadá.

## Laureados[1]
- 1948 - N. Howell Furman
- 1949 - G. E. F. Lundell
- 1950 - Isaac M. Kolthoff
- 1951 - H. H. Willard
- 1952 - Melvin G. Mellon
- 1953 - Donald D. Van Slyke
- 1954 - G. Frederick Smith
- 1955 - Ernest H. Swift
- 1956 - Harvey Diehl
- 1957 - John H. Yoe
- 1958 - James J. Lingane
- 1959 - James I. Hoffman
- 1960 - Philip J. Elving
- 1961 - Herbert A. Laitinen
- 1962 - H. A. Liebhafsky
- 1963 - David N. Hume
- 1964 - John Mitchell, Jr.
- 1965 - Charles N. Reilley
- 1966 - Lyman C. Craig
- 1967 - Lawrence T. Hallet
- 1968 - Lockhart B. Rogers
- 1969 - Roger G. Bates
- 1970 - Charles V. Banks
- 1971 - George H. Morrison
- 1972 - W. Wayne Meinke
- 1973 - James D. Winefordner
- 1974 - Philip W. West
- 1975 - Sidney Siggia
- 1976 - Howard V. Malmstadt
- 1977 - George G. Guilbault
- 1978 - Henry Freiser
- 1979 - Velmer A. Fassel
- 1980 - J. Calvin Giddings
- 1981 - Fred W. McLafferty
- 1982 - Ralph N. Adams
- 1983 - Thomas L. Isenhour
- 1984 - Allen J. Bard
- 1985 - James S. Fritz
- 1986 - David M. Hercules
- 1987 - Gary M. Hieftje
- 1988 - Fred E. Lytle
- 1989 - Fred C. Anson
- 1990 - Barry L. Karger
- 1991 - Royce W. Murray
- 1992 - Larry R. Faulkner
- 1993 - Jeanette G. Grasselli
- 1994 - Edward S. Yeung
- 1995 - Harry L. Pardue
- 1996 - Gary D. Christian
- 1997 - R. Graham Cooks
- 1998 - Richard N. Zare
- 1999 - Douglas A. Skoog
- 2000 - Walter C. McCrone
- 2001 - Klaus Biemann
- 2002 - Alan G. Marshall
- 2003 - Richard D. Smith
- 2004 - Jeanne E. Pemberton
- 2005 - Joel M. Harris
- 2006 - Milos V.Novotny
- 2007 - James W. Jorgenson
- 2008 - Robert Mark Wightman
- 2009 - Peter W. Carr
- 2010 - Richard P. Van Duyne
- 2011 - Christie G. Enke
- 2012 - Nicholas Winograd
- 2013 - Isiah M. Warner
- 2014 - Jonathan V. Sweedler
- 2015 - John R. Yates III
- 2016 - William R. Heineman
- 2017 - Donald F. Hunt